# Gualtiero di Ocre
Gualtiero di Ocre (1200 circa – 1263) è stato un nobile italiano, signore di Albe e Ocre e gran cancelliere del Regno di Gerusalemme e del Regno di Sicilia.

## Biografia
Nato intorno al 1200, era il figlio di Rainaldo e appartenente alla nobile famiglia di Ocre. Nulla si sa sulla sua giovinezza.
In età adulta ricoprì i ruoli di cappellano, notaio, ambasciatore e diplomatico per l'imperatore Federico II di Svevia, partecipando dal 1236 al 1248 a varie missioni presso le corti di Germania, Francia e Inghilterra e svolgendo un importante rapporto di mediazione tra papato e impero. Infatti nel 1245, con Taddeo da Sessa e Pier della Vigna, partecipò al Concilio di Lione per difendere Federico, il quale il 17 luglio fu ugualmente scomunicato da papa Innocenzo IV. Nel 1246, a seguito di una rivolta svoltasi a Capaccio, portò un resoconto al re d'Inghilterra, ottenendo dall'imperatore, per i meriti conseguiti, il riconoscimento della signoria di Ocre. Nel 1247 a Chambéry stipulò il contratto di matrimonio tra Manfredi di Svevia e Beatrice di Savoia e a Lione ordì una congiura contro papa Innocenzo IV. Infine nel 1248 stipulò un'alleanza imperiale con il marchese di Monferrato.
Svolse anche ruoli ecclesiastici: fu infatti prevosto di Sant'Eusanio Forconese fino al 1º febbraio 1247, quando fu rimosso da Innocenzo IV. Nello stesso anno fu comunque eletto vescovo di Valva e Sulmona, ma la nomina fu annullata dal pontefice; Gualtiero continuò comunque a esercitare il potere di vescovo eletto almeno fino all'anno successivo. Contemporaneamente, nel marzo del 1247 fu eletto arcivescovo di Capua, ma a causa della mancata conferma da parte del papa mantenne solo l'incarico amministrativo di eletto in nome dell'imperatore. Nel giugno del 1249 abbandonò definitivamente la carriera ecclesiastica, poiché fu nominato gran cancelliere del Regno di Sicilia dopo la morte di Pier della Vigna; venne poi confermato anche da Corrado IV di Svevia nel 1251. Nel 1252 aiutò il nuovo re a vedersi riconosciuto da papa Innocenzo IV il titolo di imperatore che aveva ereditato da Federico e nel 1253 partecipò con Corrado all'assedio di Napoli, vedendosi confermare l'anno successivo, per il successo ottenuto, la signoria di Ocre e ricevere la carica di gran cancelliere del Regno di Gerusalemme.
Dopo la morte di Corrado si schierò con il suo successore Manfredi, svolgendo per lui nuove trattative diplomatiche con lo Stato Pontificio, la Repubblica di Genova e la Repubblica di Venezia. Si stima che Gualtiero sia deceduto nel corso del 1263.
Sconosciuta è l'identità della sua consorte, dalla quale ebbe un'unica figlia, Margherita, andata in sposa nel 1256 a Galvano Lancia con in dote la signoria di Ocre e con la quale si estinse la sua casata, in quanto ne costituiva l'ultima discendente.